# EB・キャリア号船内暴動事件
EB・キャリア号船内暴動事件（EB・キャリアごうせんないぼうどうじけん）は、1989年8月に鉱石運搬船EB・キャリア（E.B. Carrier）号において船員の暴動が発生し、救援要請を受けた海上保安庁が出動・鎮圧した事件。公海上の外国船舶内で発生した外国人同士の事件に対し、関係各国からの要請によって海上保安庁が介入した事件であり、それ以後の海上治安の在り方に新たな一石を投じたものとなった。

## 暴動の発生
1989年8月13日13時40分頃、沖縄本島南南西約326キロの公海上を航行中の鉱石運搬船であるEB・キャリア（86,089トン）において、待遇の改善を求める船員の一部が士官を脅迫するという事件が発生した。同船はパナマ船籍で、大韓民国の蔚山港からオーストラリアのポートヘッドランドに向けて、空荷で回航中であった。乗組員は39名で、内訳はイギリス人士官5名のほかフィリピン人32名、トルコ人2名であったが、このうち労働時間、食事等に不満を持つフィリピン人8名が同船の機関を停止し、凶器を示して船長たちに詰め寄ってきたことから、身の危険を察知した英国人士官5名が船長室に避難し、翌朝まで立てこもったものであった。
これに対し、暴動を起こしたフィリピン人乗組員は、船長室内への侵入を試みて、ナイフ、防火斧等で船長室のドアを攻撃し、一部を破損させた。17時頃、同船から海上保安庁に対し、インマルサット衛星電話を用いて、「フィリピン人船員による船内暴動が発生したので、部隊・ヘリの援助を要請する」旨の通報があった。

## 海上保安庁の対応
第十一管区海上保安本部では直ちに警備対策本部を設置し、巡視船艇7隻・航空機9機を出動させた。このなかには、第七管区の特警船である「くにさき」も含まれていた。当時、第11管区では石垣島での新空港建設への反対運動に対する雑踏警備を行っていたが、同管区には特警船がなかったため、第七管区の特警船である「くにさき」が派遣されており、その警備を終えた直後でまだ第11管区の管内にいたため、引き続き増援を要請されたものであった。また第五管区海上保安本部の関西国際空港海上警備隊（海警隊）も増援として派遣されており、YS-11で伊丹空港から那覇空港に移動したのち、ベル 212に乗り換えて現場上空に進出した。
当初の情報では事態が極めて緊迫していると考えられたことから、フィリピンの在沖名誉領事をYS-11に同乗させ、現場海域において、無線交信による暴動関係者の説得を行った。また本庁を経由して関係大使館に事案を通報し、パナマ、イギリス、フィリピン大使館から、イギリス人船員の救助を要請する口上書を受領した。これを受けて「くにさき」に対して救助の命令が下され、同船の後藤航海長および特別警備隊が乗船することになった。ただし武器の携行は認可されたものの、現場は公海上の外国船で、日本人の関与もないことから、あくまでも「外国政府からの要請に基づくレスキューオペレーション」であって、警察官職務執行法を準用しての危害射撃や威嚇射撃を行うことはできず、正当防衛に限られるという法解釈上の問題があった。
8月14日午前、「くにさき」特警隊は、現場でPC型巡視艇に乗り換えたのち、EB・キャリア号に乗船した。またその乗船を援護するため、海警隊も甲板にホイスト降下しており、合計で16名の海上保安官が乗船した。乗船した海上保安官によって船長は保護されたが、この時点では、船長室に籠城しているのは船長のみとなっており、他の高級船員は船橋に上がっていた。また暴動を起こした船員は船内に隠れており、その他の船員は暴動には関与していなかった。暴動の際に同船のエンジンや発電機は破壊されていたが、海上保安官2名の護衛のもとで英国人船員が修理を行い、3～4時間で復旧した。

## 暴動の終息
このように既に事態が沈静化に向かっており、待遇改善を求める民事問題になっていたことから、海上保安庁は一度は撤収を決定したものの、両当事者の強い要望により、「くにさき」の佐藤主席通信士を指揮官とする9名が船に残って引き続き警戒を行うこととなった。
結局、巡視船艇4隻が直接護衛して、同船を那覇港に回航し、マニラの人材派遣会社の手配によって、そこでフィリピン人船員を全員入れ替えることになった。那覇港入港直前に再びエンジンも発電機も停止し、あわや防波堤に衝突するところであったが、錨を入れることで衝突は免れた。15日午前7時10分、同船は那覇港外に投錨して、一応の決着をみた。